# Camorino
Camorino est une localité et une ancienne commune suisse du canton du Tessin, située dans le district de Bellinzone.

## Historique

Vue aérienne (1964).

Camorino a été une des communes suisses recevant un camp d'internement militaire pour les soldats polonais, en service entre 1940 et 1945,.
Le 2 avril 2017, elle est rattachée à la commune de Bellinzone.